# Bourgueticrinida
Los bourgueticrinidos (Bourgueticrinida) son un orden de crinoideos. Los miembros de este orden están adheridos al fondo del mar por un tallo delgado y se conocen como lirios de mar. Mientras que otros grupos de crinoideos florecieron durante el Pérmico, los bourgueticrinidos junto con otros órdenes existentes no aparecieron hasta el Triásico, después de un evento de extinción masiva en la que casi todos los crinoideos se extinguieron.

## Taxonomía
Bourgueticrinida ha sido visto tradicionalmente como un orden de Articulata y como un taxón hermano del orden Comatulida, las estrellas plumosas. Un estudio publicado en 2011 sugirió que debería renombrarse como Bourgueticrinina y visto como un suborden de Comatulida.

## Características

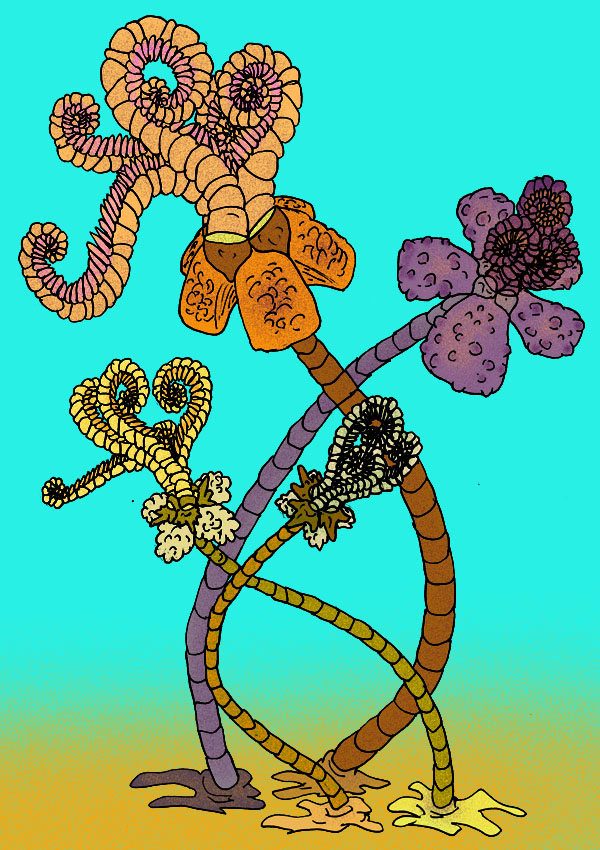
Interpretación artística de varios crinoideos del Pérmico en Australia Occidental

Los lirios de mar son crinoideos con un cáliz y cinco pares de brazos tipo pluma parados sobre un tallo largo que se conserva durante toda la vida del animal. Este tallo se une al sustrato por medio de un disco terminal ampliado o, alternativamente, por medio de varias cirri radiculares irregulares ramificadas que derivan de la parte más baja del tallo. Aunque estos crinoideos son generalmente sésiles, se han visto que se arrastran por el lecho marino con la ayuda de sus brazos. Los lirios de mar se encuentran casi todos a profundidades mayores de 200 metros (660 pies) aunque Metacrinus rotundus (miembro de un orden diferente) se encuentra en la costa de Japón, a una profundidad de sólo 100 metros (330 pies).
Los huesecillos que componen el tallo se conocen como columnares. Son discos con una sección circular, pentagonal, en forma de estrella o elíptica transversal. El vástago es flexible y los columnares están conectados entre sí con ligamentos. En cada nodo en el que los columnares articulan entre sí puede haber un verticilo de cinco cirri. Estos apéndices a su vez están formados por pequeños huesecillos llamados cirrals y el terminal a menudo tiene forma de garra. Estos cirri proporcionan un anclaje adicional si el tallo pasa a estar en contacto con el sustrato.

## Evolución
El crinoideo primitivo puedo haber sido un Echmatocrinus, los restos fósiles de los que se han encontrado en el esquisto de Burgess, pero algunas autoridades no lo  aceptan como un crinoideo. Los Bourgueticrinoideos aparecieron por primera vez en el registro fósil durante el período Triásico, aunque otros grupos crinoideos, ahora extintos, se originaron en el Ordovícico. A finales del Pérmico, los crinoideos eran un grupo abundante y muy exitoso y los columnares son abundantes en muchos depósitos de piedra caliza fosilífera. En ese momento había más de 6.000 especies de lirio de mar pero casi todos fueron extinguidos en el evento de extinción del Pérmico-Triásico. Se cree que sólo un género de lirio de mar sobrevivió este evento y que todos los crinoideos modernos, tanto los lirios de mar y las estrellas plumosas, son descendientes de los miembros de ese género.  Actualmente hay alrededor de 80 especies de bourgueticrinida.